# DICTATORS CIRCUS -A variant BUD-
『DICTATORS CIRCUS -A variant BUD-』（ディクテイターズ・サーカス ア・ヴァリアント・バッド）は、日本のバンドPIERROTのメジャーデビュー後7枚目に発売されたアルバム。PIERROT2枚目のベスト・アルバム。2005年4月6日発売。発売元はユニバーサルミュージック。

## 概要
このアルバムには「クリア・スカイ」から「MYCLOUD」までの、メジャーレーベルからリリースされたシングルのタイトルナンバーが収録されている。ただし、限定シングル「PARADOX」および、再レコーディングして発売された「脳内モルヒネ」は収録されていない。
「カナタへ…」及び「夕闇スーサイド」はシングルではA面とされているが、このアルバムには収録されず、『DICTATORS CIRCUS -A deformed BUD-』にカップリングナンバーとして収録されている。
初回限定版には「薔薇色の世界」が収録されている。

## 収録曲
1. クリア・スカイ
2. MAD SKY -鋼鉄の救世主-
3. ハルカ・・・
4. ラストレター
5. CREATURE
6. AGITATOR
7. 神経がワレル暑い夜
8. DRAMATIC NEO ANNIVERSARY
9. COCOON
10. 壊れていくこの世界で
11. PSYCHEDELIC LOVER
12. HILL -幻覚の雪-
13. ネオグロテスク
14. 薔薇色の世界
初回限定版のみ
15. Smiley Skeleton
16. MYCLOUD